# 9 листопада
9 листопа́да — 313-й день року (314-й у високосні роки) в григоріанському календарі. До кінця року залишається 52 дні.

## Свята і пам'ятні дні

### Міжнародні
- ООН: Міжнародний день проти фашизму і антисемітизму

### Національні
- Україна: Всеукраїнський день працівників культури та майстрів народного мистецтва
- Камбоджа: День незалежності (1953)
- Німеччина: Доленосний день (нім. Schicksalstag) в історії країни через події 1848, 1918, 1923, 1938 і 1989 років
- Азербайджан: День державного прапора.
- Болівія: День Черепів. (Dia de los ñatitas)
- Німеччина,  Австрія,  Швейцарія: День винахідників.
- Бразилія: День моделювання та Національний день готелів. (Dia do Manequim і Dia Nacional do Hoteleiro)
- Пакистан: День народження Мухаммада Ікбала.
- США: Національний день грецького йогурту.

### Релігійні
- Православна церква:[1]
- Мучеників Онисифора і Порфирія.
- Преподобної Матрони.
- Преподобної Феоктисти.
- Преподобного Онисифора, сповідника Києво-Печерського, в Ближніх печерах.
- Мученика Олександра Солунського.
- Мученика Антонія.
- Преподобного Іоана Колова.
- Преподобних Євстолії і Сосипатри.
- Святителя Нектарія Егінського, митр. Пентапольского, чудотворця/
- Католицька церква: день пам'яті святої Єлизавети
- Буддизм: свято Лхабаб Дуйсэн — сходження Будди з неба Тушита на Землю

## Іменини
✙ Православні: Олександр, Антон, Іван.
✝  Католицькі: Агрипін, Олександр, Бенігнус, Єлизавета, Женєв'єва

## Події
- 1799 — переворот 18 брюмера привів Наполеона до влади у Французькій республіці.
- 1867 — в Японії сьоґун Токуґава Йосінобу повернув державну владу Імператору.
- 1906 — у Російській імперії почалася земельна реформа Столипіна.
- 1882 — в Єлисаветграді з п'єсою «Наталка-Полтавка» дебютував український театр Марка Кропивницького.
- 1907 — британський король Едуард VII отримав у подарунок найбільший діамант у світі.
- 1918 — на руїнах Австро-Угорщини проголосили Австрійську Республіку.
- 1918 — у Львові створили виконавчий орган ЗУНР (з 13 листопада 1918 року — Державний Секретаріат).
- 1923 — у Мюнхені відбувся «Пивний путч». Спроба Адольфа Гітлера прийти до влади.
- 1938 — у Хусті для організації оборони Карпатської України утворили напіввійськову організацію «Карпатська Січ»
- 1938 — у Третьому Рейху відбулися масові погроми євреїв «Кришталева ніч».
- 1947 — команда «Динамо» (Київ) перемогла «Харчовик» (Одеса) з рахунком 5:1 і здобула Кубок УРСР з футболу 1947 року.
- 1956 — Президія Верховної Ради СРСР ухвалив указ «Про заборону колишнім очільникам й активним учасникам українського націоналістичного підпілля, які були засуджені й відбували покарання, повертатися в західні області УРСР».
- 1956 — на знак протесту проти вступу радянських військ до Угорської Народної Республіки французький філософ і письменник Ж.-П.Сартр вийшов з Французької компартії.
- 1961 — місто Сталіне дістало назву Донецьк.
- 1962 — Президія Верховної Ради СРСР ухвалила постанову про перейменування міста Станіслав на Івано-Франківськ, а Станіславської області на Івано-Франківську область.
- 1976 — у Києві створили Українську громадську групу сприяння виконанню Гельсінських угод.
- 1977 — Українська Гельсінська Група оприлюднила «Маніфест українського правозахисного руху».
- 1989 — Почалося руйнування Берлінської стіни.
- 1991 — генерала Джохара Дудаєва обрано першим президентом Ічкерії.
- 1995 — Македонія і Україна прийняті до Ради Європи.
- 1997 — в Україні вперше відзначили День української писемності та мови.

## Народились
Дивись також Категорія:Народились 9 листопада
- 1872 — Богдан Лепкий, український поет, прозаїк, літературознавець, критик, перекладач, видавець, публіцист, громадсько-культурний діяч, художник.
- 1879 — Мілан Шуфлай, хорватський історик і політик, один із засновників албаністики, автор першого хорватського науково-фантастичного роману.
- 1891 — Федір Ернст, український історик, мистецтвознавець, музеєзнавець.
- 1905 — Еріка Манн, німецька актриса, письменниця і журналістка. Старша дочка письменника Томаса Манна.
- 1906 — Ярослав Лопатинський, український вчений-математик, академік НАН України.
- 1912 — Віктор Івченко, український кінорежисер.
- 1921 — Віктор Чукарін, український гімнаст, абсолютний чемпіон Олімпійських ігор 1952 і 1956 років, педагог
- 1946 — Михайло Томчаній, угорський і український архітектор, містобудівник, графік
- 1948 — Віктор Матвієнко, футболіст «Динамо» (Київ), володар Кубка Кубків.
- 1983 — Юрій Ткач, український комік, телеактор.
- 1985 — Олексій Гнатковський, український актор театру та кіно.

## Померли

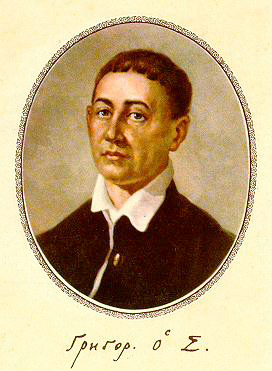
Григорій Сковорода

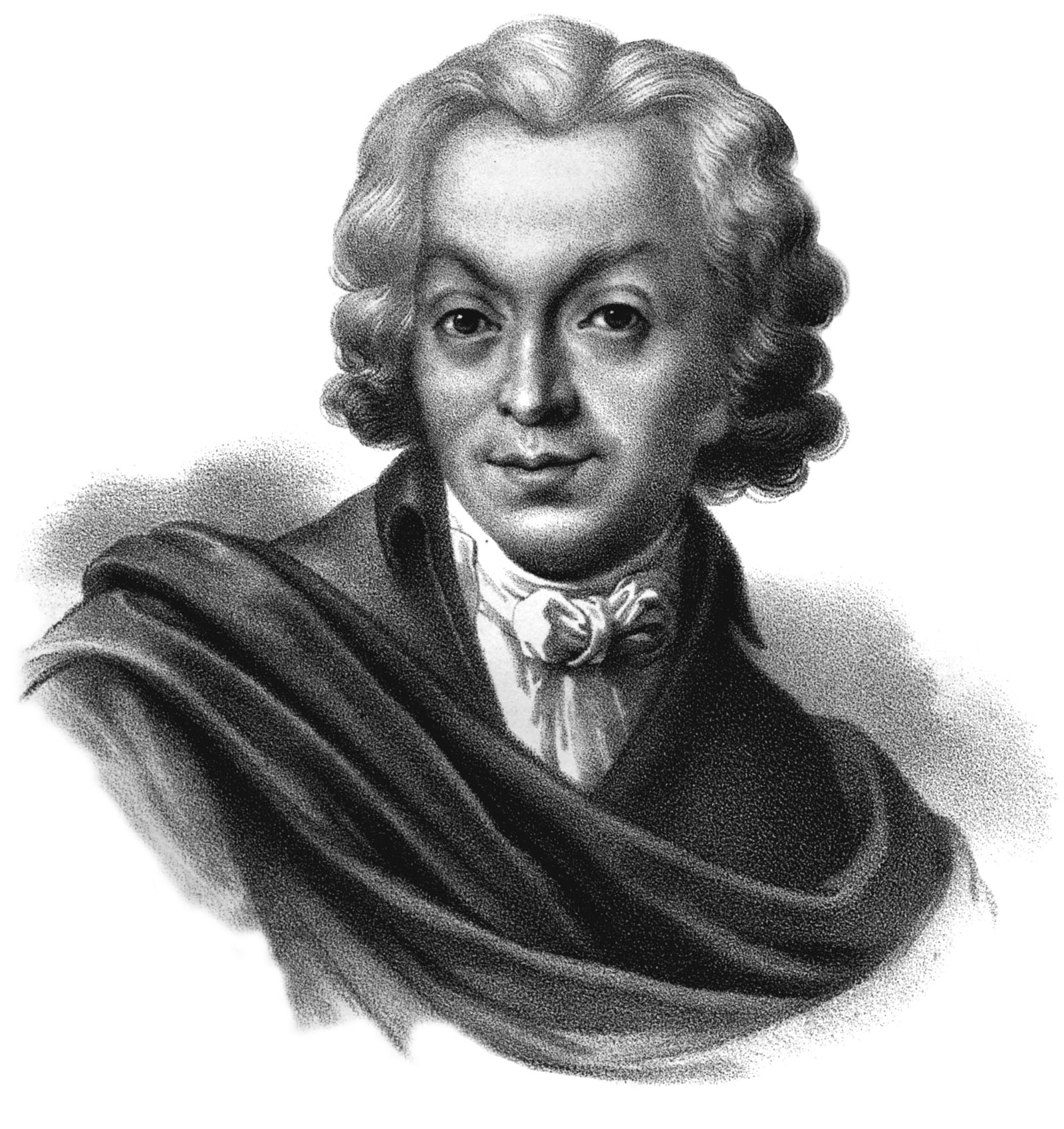
Василь Капніст

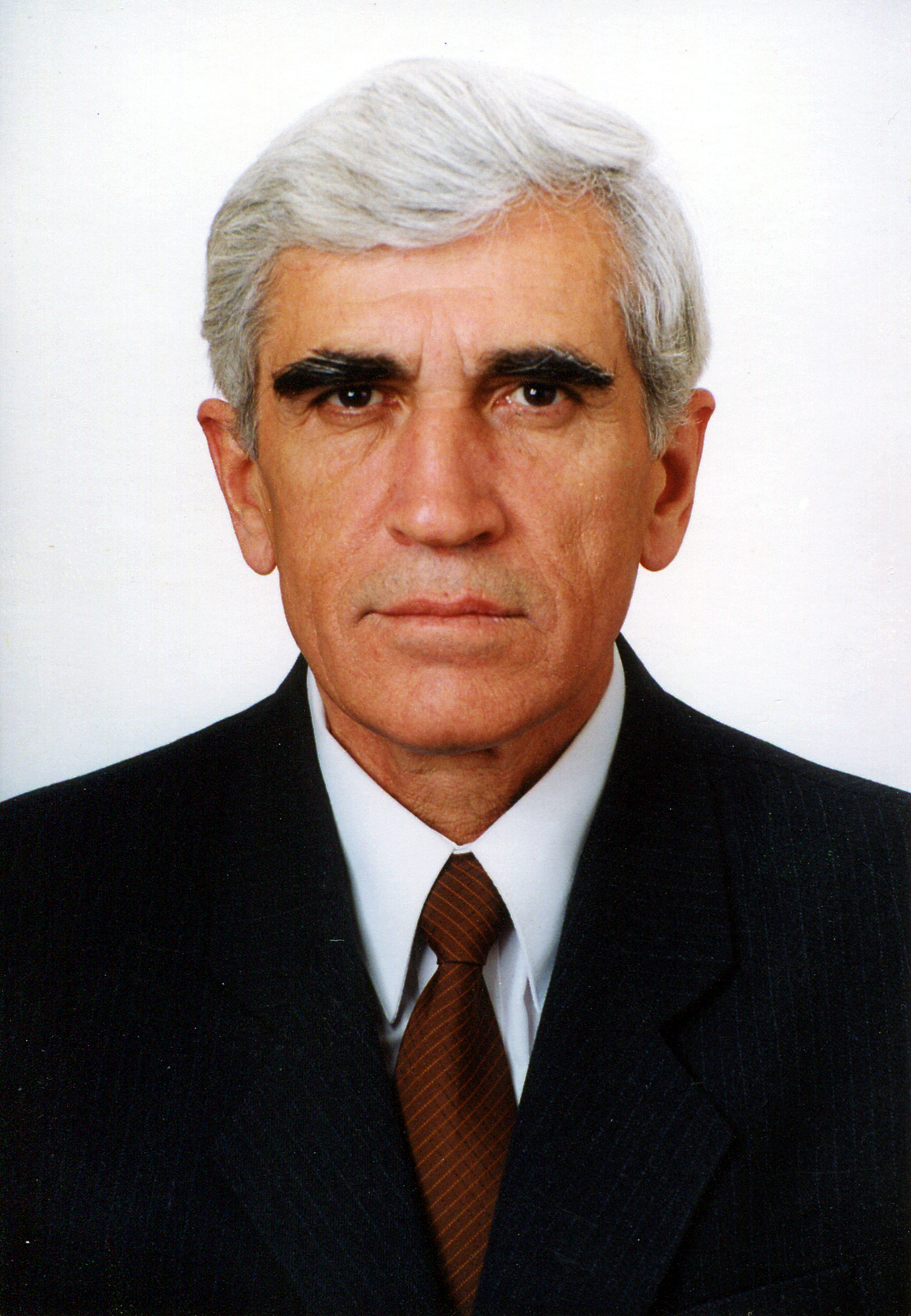
Петро Римар

Дивись також Категорія:Померли 9 листопада
- 1677 — Арт ван дер Нер, нідерландський художник-пейзажист часів Золотої доби Голландії.
- 1778 — Джованні Баттіста Піранезі, видатний італійський графік, архітектор, археолог.
- 1794 — Григорій Сковорода, найвидатніший український просвітитель-гуманіст, філософ, поет, педагог.
- 1823 — Василь Капніст, визначний український поет, драматург і громадсько-політичний діяч кін. XVIII — поч. XIX ст.
- 1918 — Ґійом Аполлінер, французький поет, художник, критик. Один з основоположників літературного авангарду.
- 1940 — Невілл Чемберлен, британський державний діяч, 60-й Прем'єр-міністр Великої Британії 1937—1940 років.
- 1944 — Френк Джеймс Маршалл, американський шахіст.
- 1970 — Шарль де Голль, французький генерал, політичний діяч, президент Франції (1958–1969)
- 1991 — Ів Монтан, французький актор.
- 2004 — Стіґ Ларссон, шведський письменник.
- 2008 — Міріам Макеба, південноафриканська співачка і громадська активістка.
- 2010 — Петро Римар, український архітектор, член ICOMOS і Українського національного комітету ICOMOS.
- 2015 — Ернст Фукс, австрійський художник, представник Віденської школи фантастичного реалізму.
- 2024 — В'ячеслав Узелков, український боксер-професіонал.